# Assane Dioussé
El Hadji Assane Diousse, né le 20 septembre 1997 à Dakar (Sénégal), est un footballeur international sénégalais, qui évolue au poste de milieu défensif à l'AJ Auxerre.

## Carrière
Arrivé en Italie à l'âge de treize ans, Assane Diousse réalise ses débuts professionnels le 15 août 2015 en coupe d'Italie contre Vicenza avant de découvrir la Serie A.
Le 1er août 2017, il rejoint le championnat français en s'engageant cinq ans à l'AS Saint-Étienne ; il porte alors le numéro 8. Le 5 août 2017, il dispute son premier match avec l'AS Saint-Étienne lors d'une victoire un but à zéro contre l'OGC Nice. À la suite de ce match, il est nommé dans l'équipe-type du journal l'Équipe pour la première journée de Ligue 1. En janvier 2018, il marque son premier but professionnel lors d'une victoire deux buts à zéro face au Toulouse FC du pied gauche sur une passe de Jonathan Bamba.
Après cinq saisons saisons passées dans le forez entrecoupées de deux prêts en Italie au Chievo Verone et en Turquie au MKE Ankaragücü, il arrive au terme de son contrat en juillet 2022 et se retrouve donc libre de s'engager où il le souhaite. Le 13 juillet 2022, il signe un contrat de deux ans avec l'OFI Crète, club évoluant dans le championnat grec.
Il revient en France en 2023 en s'engageant avec l'AJ Auxerre en Ligue 2. Dès sa première saison au club, il est champion de Ligue 2 et permet à l'AJA de remonter en Ligue 1.

## Statistiques
| Saison                | Club                    | Championnat           | Championnat | Championnat | Coupe nationale | Coupe nationale | Coupe de la Ligue | Coupe de la Ligue | Compétition(s) continentale(s) | Compétition(s) continentale(s) | Compétition(s) continentale(s) | Total | Total |
| Saison                | Club                    | Division              | M.          | B.          | M.              | B.              | M.                | B.                | Comp.                          | M.                             | B.                             | M.    | B.    |
| 2015-2016             | Empoli FC               | Serie A               | 15          | 0           | 1               | 0               | -                 | -                 | -                              | -                              | -                              | 16    | 0     |
| 2016-2017             | Empoli FC               | Serie A               | 33          | 0           | 2               | 0               | -                 | -                 | -                              | -                              | -                              | 35    | 0     |
| Sous-total            | Sous-total              | Sous-total            | 48          | 0           | 3               | 0               | -                 | -                 | -                              | -                              | -                              | 51    | 0     |
| 2017-2018             | AS Saint-Étienne        | Ligue 1               | 25          | 1           | 1               | 0               | -                 | -                 | -                              | -                              | -                              | 26    | 1     |
| 2018-2019             | AS Saint-Étienne        | Ligue 1               | 7           | 0           | 2               | 0               | 1                 | 0                 | -                              | -                              | -                              | 10    | 0     |
| 2019-2020             | AS Saint-Étienne        | Ligue 1               | 4           | 0           | 5               | 0               | 1                 | 0                 | C3                             | 1                              | 0                              | 11    | 0     |
| 2020-2021             | AS Saint-Étienne        | Ligue 1               | 1           | 0           | -               | -               | -                 | -                 | -                              | -                              | -                              | 1     | 0     |
| 2021-2022             | AS Saint-Étienne        | Ligue 1               | 4+1         | 0           | 2               | 0               | -                 | -                 | -                              | -                              | -                              | 7     | 0     |
| Sous-total            | Sous-total              | Sous-total            | 42          | 1           | 10              | 0               | 2                 | 0                 | -                              | 1                              | 0                              | 55    | 1     |
| 2018-2019             | AC Chievo Vérone (prêt) | Serie A               | 14          | 0           | -               | -               | -                 | -                 | -                              | -                              | -                              | 14    | 0     |
| 2020-2021             | MKE Ankaragücü (prêt)   | Süper Lig             | 20          | 0           | 1               | 0               | -                 | -                 | -                              | -                              | -                              | 21    | 0     |
| 2022-2023             | OFI Crète               | Süper Lig             | 26+7        | 2+1         | 1               | 0               | -                 | -                 | -                              | -                              | -                              | 34    | 3     |
| 2023-2024             | AJ Auxerre              | Ligue 2               | 34          | 0           | 3               | 0               | -                 | -                 | -                              | -                              | -                              | 37    | 0     |
| 2024-2025             | AJ Auxerre              | Ligue 1               | 17          | 0           | 1               | 0               | -                 | -                 | -                              | -                              | -                              | 18    | 0     |
| Sous-total            | Sous-total              | Sous-total            | 51          | 0           | 4               | 0               | -                 | -                 | -                              | -                              | -                              | 55    | 0     |
| Total sur la carrière | Total sur la carrière   | Total sur la carrière | 208         | 4           | 19              | 0               | 2                 | 0                 | -                              | 1                              | 0                              | 230   | 4     |

## Palmarès

### En club
Il est champion de Ligue 2 en 2024 avec l'AJ Auxerre.